# كاربينتيريا (كاليفورنيا)
كاربينتيريا (بالإنجليزية: Carpinteria)‏ هي إحدى مدن مقاطعة سانتا باربارا، كاليفورنيا. تم إعطاءها لقب مدينة في 28 سبتمبر، 1965.

## المناخ
يظهر الجدول التالي التغييرات المناخية على مدار السنة لكاربينتيريا:
| البيانات المناخية لـكاربينتيريا   | البيانات المناخية لـكاربينتيريا | البيانات المناخية لـكاربينتيريا | البيانات المناخية لـكاربينتيريا | البيانات المناخية لـكاربينتيريا | البيانات المناخية لـكاربينتيريا | البيانات المناخية لـكاربينتيريا | البيانات المناخية لـكاربينتيريا | البيانات المناخية لـكاربينتيريا | البيانات المناخية لـكاربينتيريا | البيانات المناخية لـكاربينتيريا | البيانات المناخية لـكاربينتيريا | البيانات المناخية لـكاربينتيريا | البيانات المناخية لـكاربينتيريا |
| الشهر                             | يناير                           | فبراير                          | مارس                            | أبريل                           | مايو                            | يونيو                           | يوليو                           | أغسطس                           | سبتمبر                          | أكتوبر                          | نوفمبر                          | ديسمبر                          | المعدل السنوي                   |
| --------------------------------- | ------------------------------- | ------------------------------- | ------------------------------- | ------------------------------- | ------------------------------- | ------------------------------- | ------------------------------- | ------------------------------- | ------------------------------- | ------------------------------- | ------------------------------- | ------------------------------- | ------------------------------- |
| متوسط درجة الحرارة الكبرى °م (°ف) | 18 (65)                         | 19 (66)                         | 19 (67)                         | 21 (69)                         | 21 (70)                         | 22 (72)                         | 24 (76)                         | 25 (77)                         | 25 (77)                         | 23 (74)                         | 22 (71)                         | 19 (66)                         | 22 (71)                         |
| متوسط درجة الحرارة الصغرى °م (°ف) | 6 (43)                          | 7 (45)                          | 8 (46)                          | 9 (48)                          | 11 (51)                         | 12 (54)                         | 14 (57)                         | 14 (58)                         | 13 (56)                         | 11 (52)                         | 8 (47)                          | 6 (43)                          | 10 (50)                         |
| الهطول سم (إنش)                   | 10 (4)                          | 9.9 (3.9)                       | 7.4 (2.9)                       | 3.0 (1.2)                       | 1.0 (0.4)                       | 0.25 (0.1)                      | 0 (0)                           | 0 (0)                           | 0.51 (0.2)                      | 1.8 (0.7)                       | 3.8 (1.5)                       | 7.1 (2.8)                       | 45 (17.8)                       |
| المصدر: Weatherbase               |                                 |                                 |                                 |                                 |                                 |                                 |                                 |                                 |                                 |                                 |                                 |                                 |                                 |

## أعلام
- مات ألونزو